# Michael Seibert (piragüista)
Michael Seibert es un deportista alemán que compitió en piragüismo en la modalidad de eslalon. Ganó dos medallas en el Campeonato Mundial de Piragüismo en Eslalon, en los años 1989 y 1991, ambas en la prueba de K1 por equipos.

## Palmarés internacional
| Representando a la RFA   |                             |                   |                |
| Campeonato Mundial       |                             |                   |                |
| Año                      | Lugar                       | Medalla           | Competición    |
| 1989                     | Río Savage (Estados Unidos) | Medalla de bronce | K1 por equipos |
| Representando a Alemania |                             |                   |                |
| Campeonato Mundial       |                             |                   |                |
| Año                      | Lugar                       | Medalla           | Competición    |
| 1991                     | Tacen (Yugoslavia)          | Medalla de plata  | K1 por equipos |